# Ingol (manzana)
Ingol es una variedad cultivar de manzano (Malus domestica).
Criado en 1954 en la "Estación de Investigación Frutícola de Jork" « "Obstbauversuchsanstalt Jork" » Alemania. Las frutas tienen una pulpa de textura suave y jugosa, con un buen sabor.

## Historia
'Ingol' es una variedad de manzana, que fue obtenida del cruce de 'Ingrid Marie' como Parental-Madre x polen de 'Golden Delicious' como Parental-Padre, desarrollada en la "Estación de Investigación Frutícola de Jork" « "Obstbauversuchsanstalt Jork" », cerca de Hamburgo (Alemania) en 1954. Lanzada en los circuitos comerciales en 1975.
'Ingol' está cultivada en diversos bancos de germoplasma de cultivos vivos tales como en National Fruit Collection (Colección Nacional de Fruta) de Reino Unido con el número de accesión: 1974-035, y "nombre de accesión 'Ingol'"

## Características
'Ingol'  es un árbol de vigoroso a moderadamente vigoroso. Produce una abundante floración que debe aclararse para obtener mejores resultados. Cosechas pesados que dan como resultado una forma de árbol llorón. Cosechas anuales. Tiene un tiempo de floración que comienza a partir del 12 de mayo con el 10% de floración, para el 16 de mayo tiene una floración completa (80%), y para el 23 de mayo tiene un 90% caída de pétalos.
'Ingol' tiene una talla de fruto es de grandes a muy grandes, altura promedio 63,14 mm y anchura promedio 83,73 mm; forma redondas y aplanadas, con nervaduras leves, corona muy débil; epidermis es gruesa pero sensible a los hematomas, con color de fondo verde claro, con sobre color rubor de rojo intenso y rayas rojas en la cara expuesta al sol con algo de ruginoso-"russeting", con sobre color patrón de rayado / moteado, ruginoso-"russeting" (pardeamiento áspero superficial que presentan algunas variedades) bajo, cáliz es grande y abierto, asentado en una cuenca estrecha y poco profunda, con algo de ruginoso-"russeting" en las paredes; pedúnculo es medio largo y de calibre grueso, colocado en una cavidad profunda y  estrecha con las paredes cubiertas de ruginoso-"russeting" en forma de radios; carne de color crema y suave, con textura de grano grueso, sabor jugoso, agrio, y aromático, recuerda a la piña. Grado Brix 12,8.
Su tiempo de recogida de cosecha se inicia a principios de octubre. Se mantiene bien cuatro meses de almacenamiento en frío, más allá de eso, la manzana se ablanda y comienza a dorarse.

## Usos
Una manzana buena para cocinar. Hace una maravillosa salsa de manzana agridulce. Razonablemente bueno para comer en fresco. También se usa para jugo.

## Ploidismo
Auto estéril. Grupo de polinización: E Día 18.
Polinizadores: 'Alkmene', 'Cox's Orange Pippin', 'Golden Delicious', 'Golden Winter Pearmain', 'James Grieve',  Aroma, Cox's Orange Pippin, Ingrid Marie, Katja, y Eva Lotta.